# Ines Saborowski

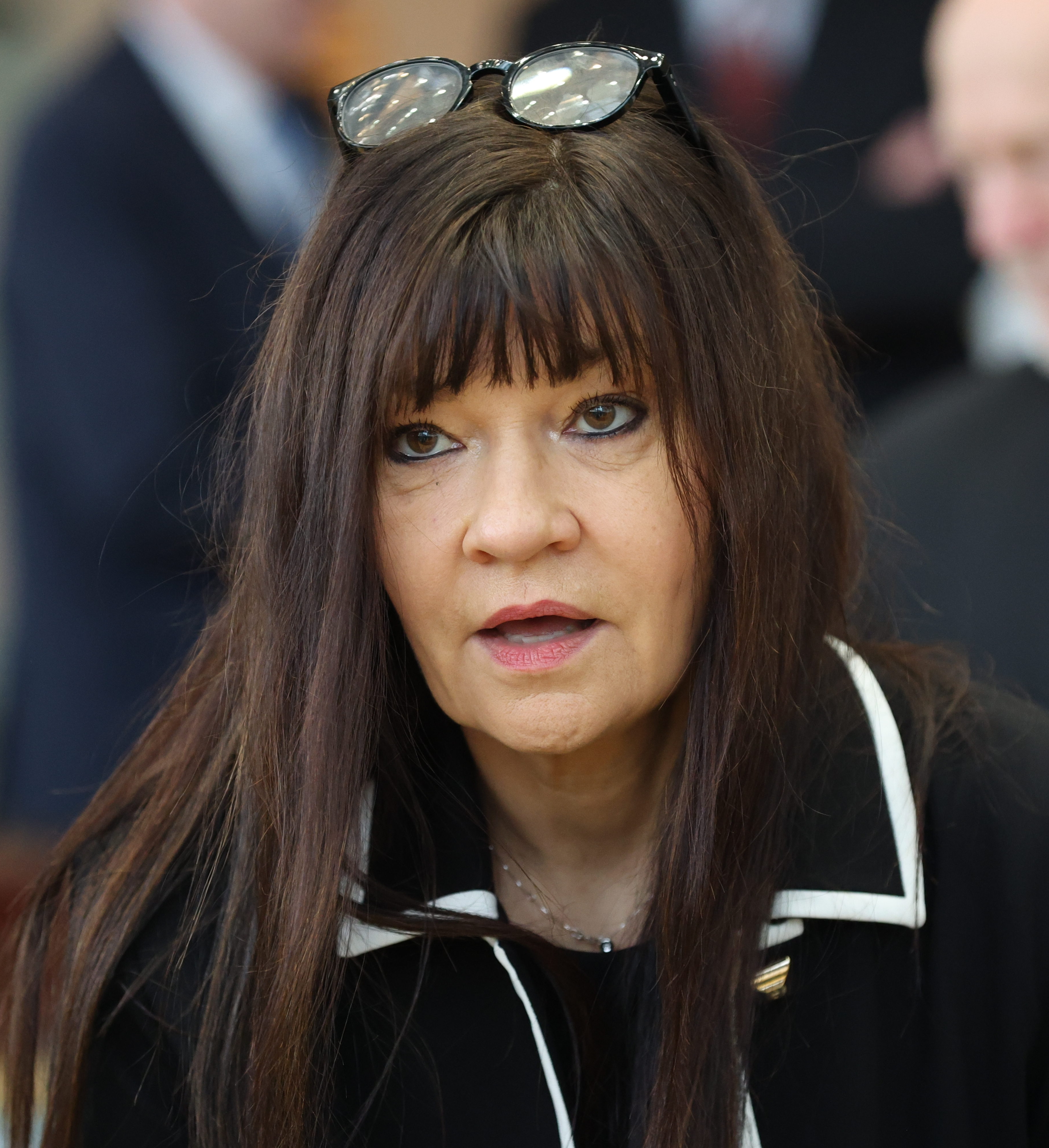
Ines Sabrowoski, 2024

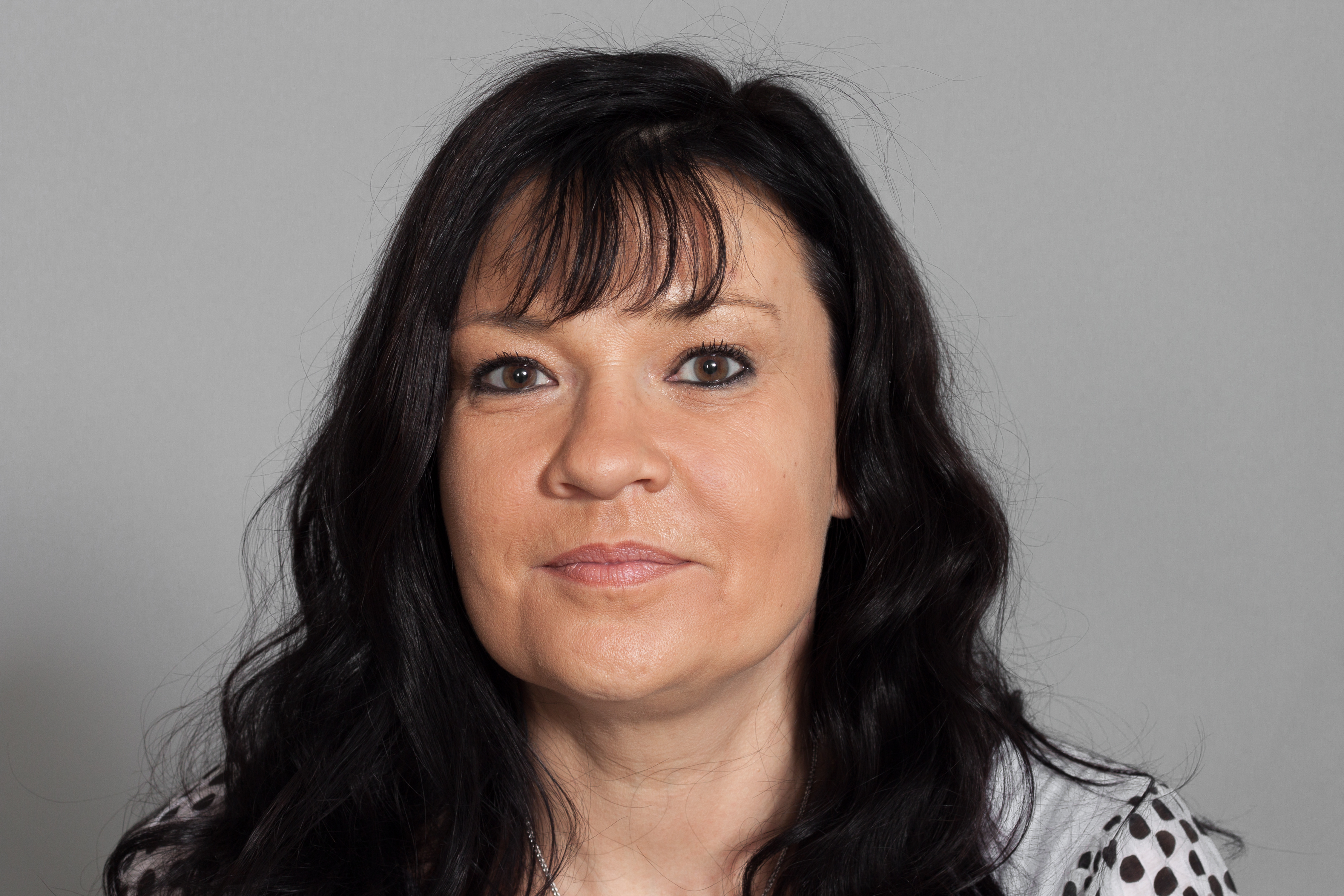
Ines Saborowski, 2013

Ines Saborowski, geschiedene Saborowski-Richter, (* 29. Juli 1967 in Karl-Marx-Stadt) ist eine deutsche Politikerin (CDU) und seit 2009 Abgeordnete des Sächsischen Landtags. Seit dem 1. Oktober 2024 ist sie Erste Vizepräsidentin des Sächsischen Landtags.

## Privates, Ausbildung und Beruf
Ines Saborowski besuchte 1974 bis 1984 die Oberschulen „Johannes R. Becher“ und „Valentina Tereschkowa“ und studierte 1984 bis 1987 an der medizinischen Fachschule „Walter Krämer“. Seit 1988 arbeitet sie als medizinisch-technische Laborassistentin beim DRK-Blutspendedienst in Chemnitz.
Ines Saborowski lebt in Chemnitz, ist geschieden und hat eine Tochter.

## Politik
Ines Saborowski blieb in der DDR parteilos und trat 1999 in die CDU ein. Bei der Kommunalwahl 2004 wurde sie für den Wahlkreis 3 (Gablenz, Yorckgebiet, Adelsberg, Kleinolbersdorf-Altenhain) in den Chemnitzer Stadtrat gewählt und ist dort Mitglied des Fraktionsvorstandes. In ihrer Partei ist sie Mitglied im Landesvorstand der Christlich-Demokratischen Arbeitnehmerschaft (CDA) und des Kreisvorstandes der CDU Chemnitz.
Bei der Landtagswahl in Sachsen 2009 wurde sie als Direktkandidatin im Wahlkreis Chemnitz 3 in den Landtag gewählt. Bei den Landtagswahlen 2014, 2019 und 2024 wurde sie erneut über das Direktmandat im Wahlkreis Chemnitz 3 in den Landtag gewählt. Sie ist dort tätig als Mitglied im Ausschuss für Schule und Sport sowie im Ausschuss für Soziales und Verbraucherschutz.

## Belege
1. ↑  Landtagswahl Sachsen 2019 Ergebnisse Wahlkreis Chemnitz 3, abgerufen am 5. September 2019

| Personendaten    | Personendaten                   |
| ---------------- | ------------------------------- |
| NAME             | Saborowski, Ines                |
| ALTERNATIVNAMEN  | Saborowski-Richter, Ines        |
| KURZBESCHREIBUNG | deutsche Politikerin (CDU), MdL |
| GEBURTSDATUM     | 29. Juli 1967                   |
| GEBURTSORT       | Karl-Marx-Stadt                 |